# La noche de los asesinos
La noche de los asesinos és una pel·lícula espanyola de terror del 1974 dirigida per Jesús Franco Manera.
Tot i que els crèdits inicials li atribueixen a Edgar Allan Poe, el tema està basat lliurement en el drama de John Willard The Cat and the Canary, ja portat a la pantalla nombroses vegades, començant per pel·lícula muda de Paul Leni  The Cat and The Canary . En una entrevista, Jesús Franco va dir que també es va basar en el treball d'Edgar Wallace.
Va ser rodada a Alacant i Oriola.

## Argument
En un castell a Louisiana un criminal emmascarat assassina el propietari Lord Marion. Quan la seva família va al castell per tal de llegir-ne el testament, aleshores segresta la seva esposa, lady Cecilia, que mor ofegada lligada a un penya-segat. L'investigador del cas, inspector Bore, anirà descobrint poc a poc secrets inconfessables de la família.

## Repartiment
- Alberto Dalbés: Major Oliver Brooks / Lord Archibald Percival Marion
- Evelyne Scott: Marta Tobias
- William Berger: Baró Simon Tobias
- Maribel Hidalgo: Lady Cecilia Marion
- Lina Romay: Rita Derian
- Vicente Roca: Inspector Bore
- Yelena Samarina: Deborah Potts
- Antonio Mayans: Alfred Marion
- Ángel Menéndez: Jennings, el fals Lord Marion
- Luis Barboo: Rufus Potts
- Dan van Husen: Albert Pagan
- Jesús Franco: Eddy, l'assistent del Majore Brooks

## Edició DVD
La pel·lícula es va estrenar lsa Estats Units sota el títol Night of the Assassins per Image Entertainment, en idioma original amb subtítols en anglès, en format original i en versió completa. El mateix DVD va ser reeditat a Gran Bretanya per Tartan Video.